# Font pública (Pradell de la Teixeta)
La Font pública és una font de Pradell de la Teixeta (Priorat) protegida com a Bé Cultural d'Interès Local.
És una font de pedra, bastida de carreus, d'estructura rectangular, amb un fris i un acabament del mateix material. A la pica, de pedra, hi desaigüen tres aixetes que ragen de forma contínua.

## Història
Pel que sembla, la font fou construïda, al mateix temps que els rentadors públics, a la sortida del poble, en direcció a la torre de Fontaubella, aprofitant el cabal d'una mina situada barranc amunt. Fa un any, els rentadors foren totalment reconstruïts i la font traslladada al seu emplaçament actual, molt a prop d'on era.